# Pont de la Haute-Chaîne
Le pont de la Haute-Chaîne franchit la Maine à Angers en Maine-et-Loire et la région Pays de la Loire en France.

## Historique
Un premier pont fut décidé par l'ordonnance royale du 10 août 1835, en remplacement d'un bac situé à ce même endroit. Il fut mis en service en novembre 1839,. L'ouvrage portait autrefois le nom de "Pont en fer" car il avait la particularité d'être en fonte. Il possédait la même configuration que l'actuel Pont de la Haute-Chaîne, à savoir trois travées pour deux piles.
Il prit le nom de Haute-Chaîne en raison des chaînes qui barraient la rivière au Moyen Âge, à cet endroit là, afin d'empêcher les intrus d'entrer dans la cité angevine. C'est le Roi René, en 1446, qui fit installer des chaînes d’une rive à l’autre de la Maine, pour empêcher toute intrusion d’étrangers dans la ville. Ces chaînes étaient arrimées sur la Tour des Anglais dans la Doutre, en rive droite.
Il est reconstruit en 1951 en béton armé.

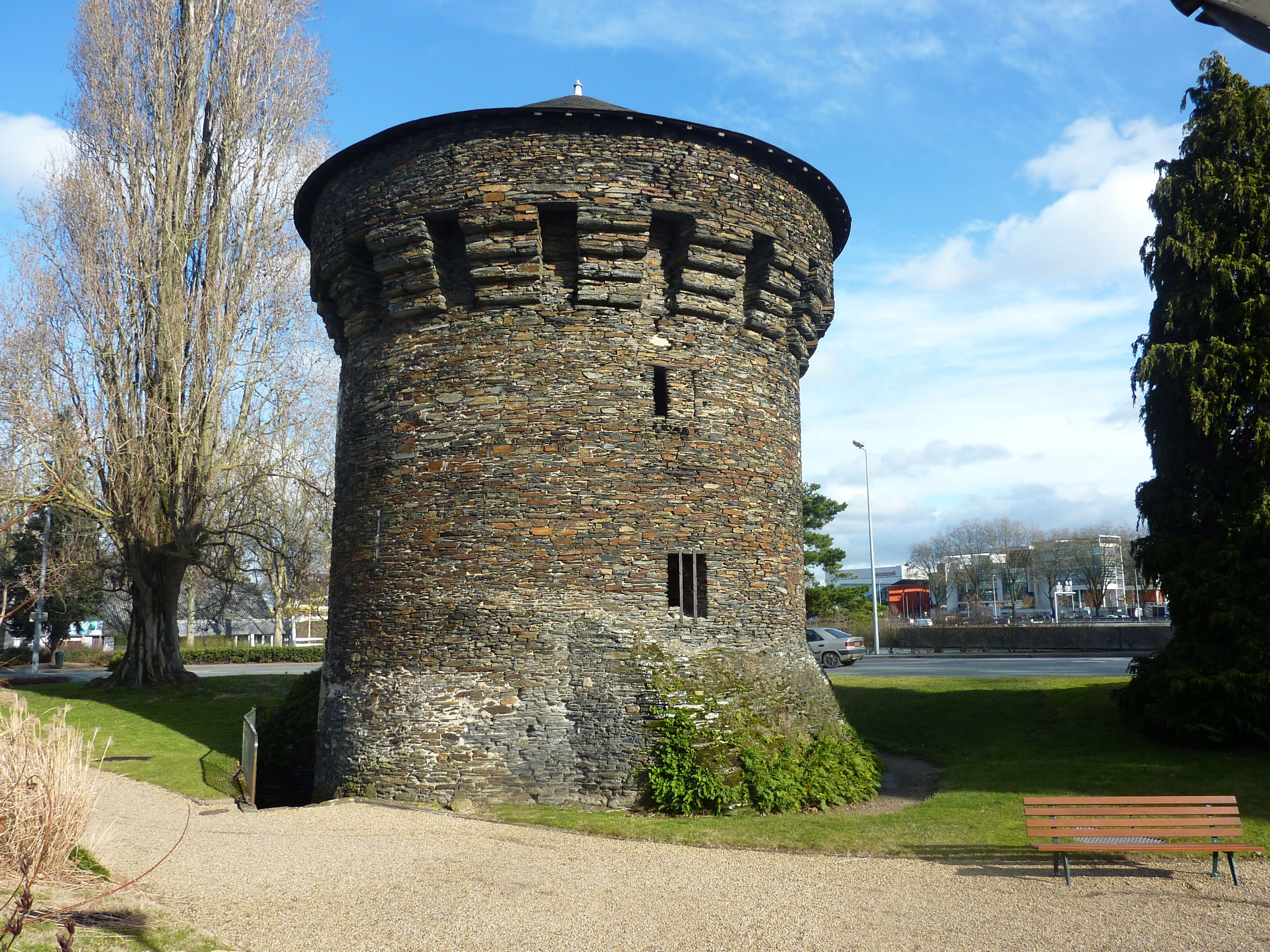
Tour de la Haute-Chaîne, dite Tour des anglais, vestige des fortifications médiévales.
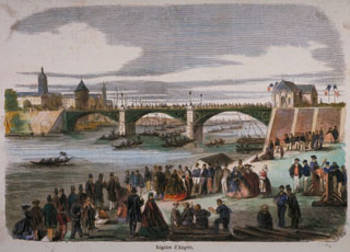
Régates d'Angers au Pont de la Haute-Chaîne, vers 1860.

## Descriptif
Cet ouvrage d'art est constitué d'un tablier en fonte et de trois travées supportées par deux piles. Il relie les deux rives de la Maine, depuis le Boulevard Ayrault, d'un côté, à la rue de la Tour des Anglais sur l'autre rive.

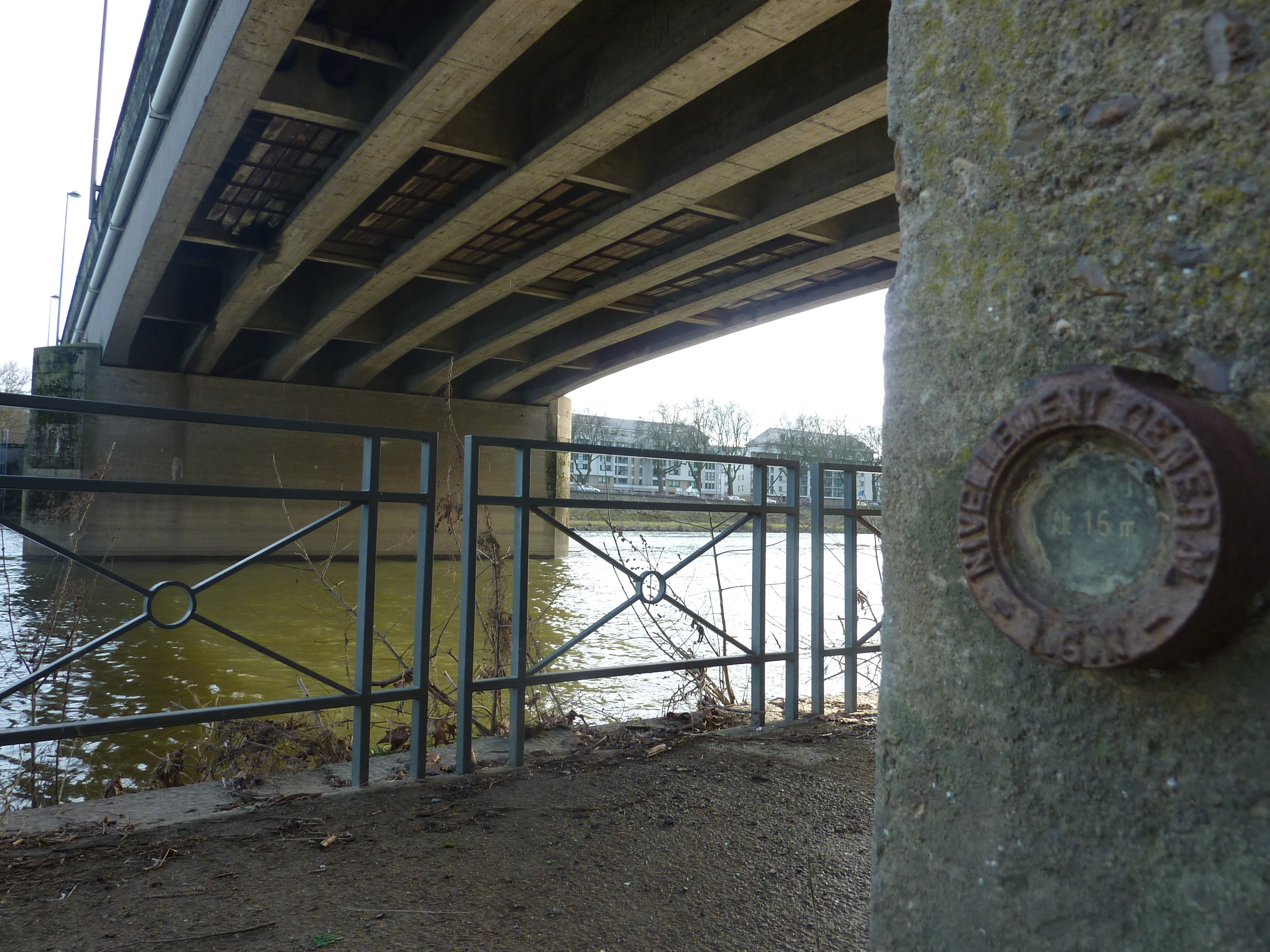
Niveau NGF et dessous du tablier côté ouest.
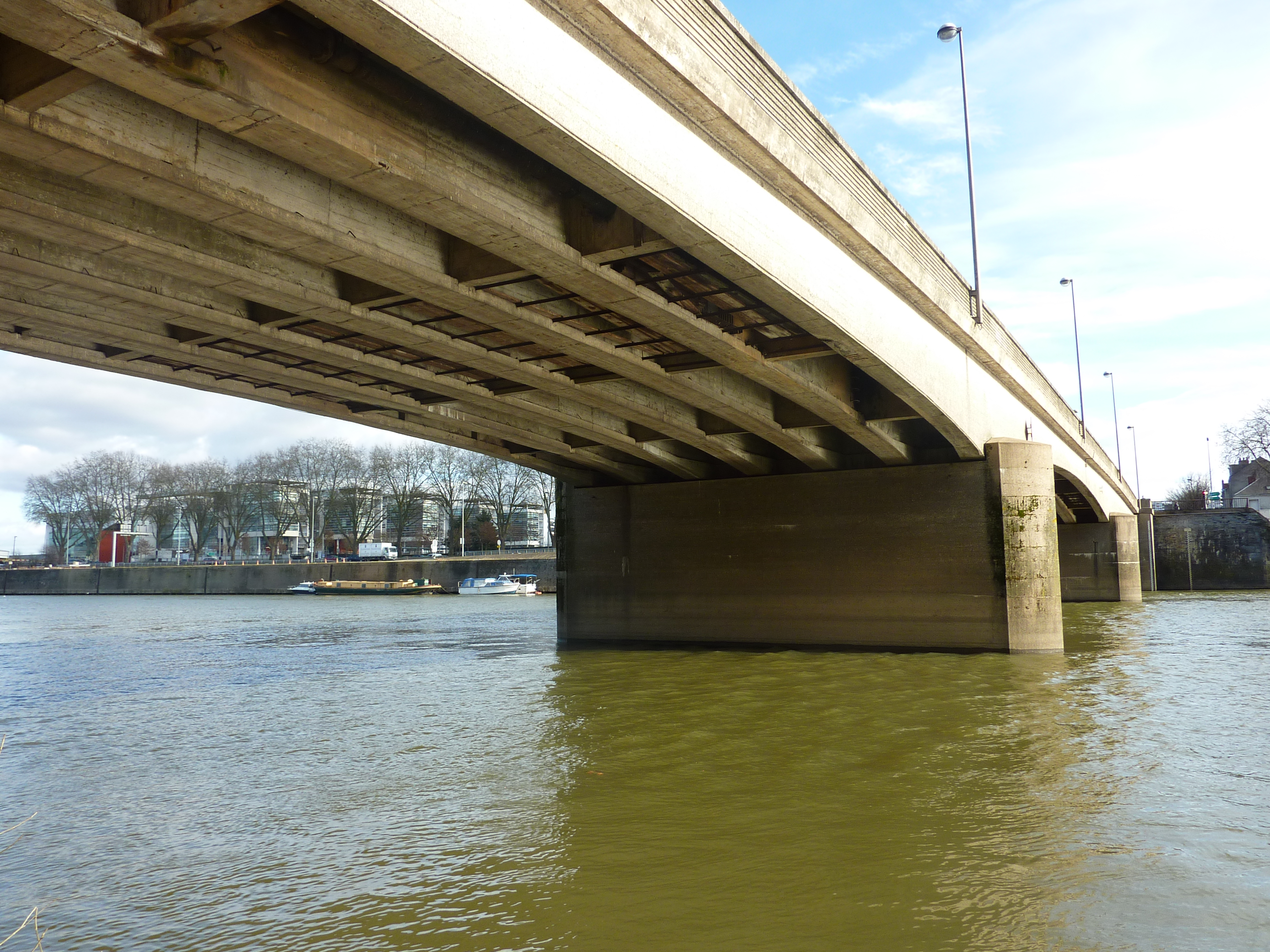
Pile en Maine et dessous du tablier côté ouest.
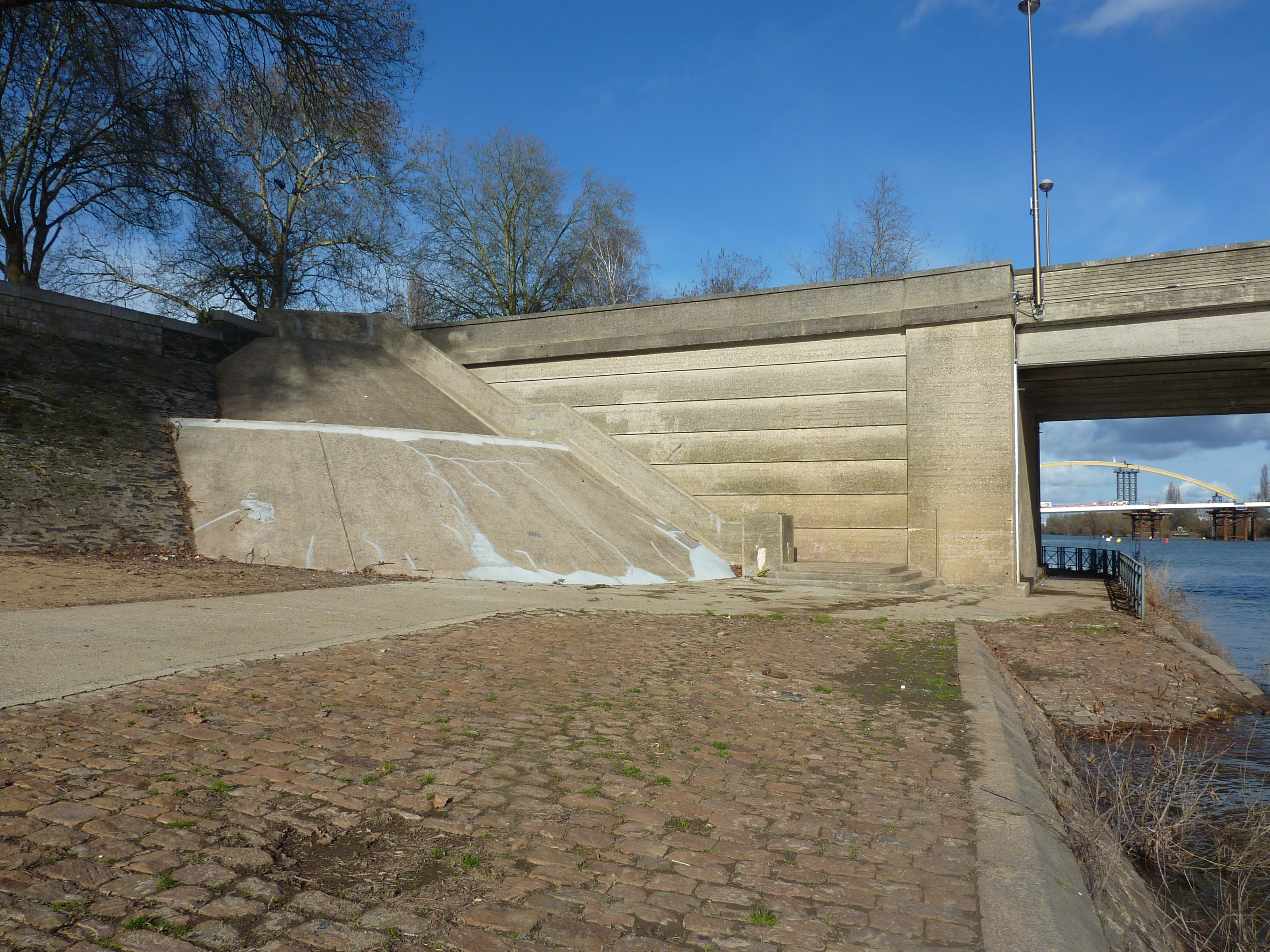
Culée ouest.

## Illustrations

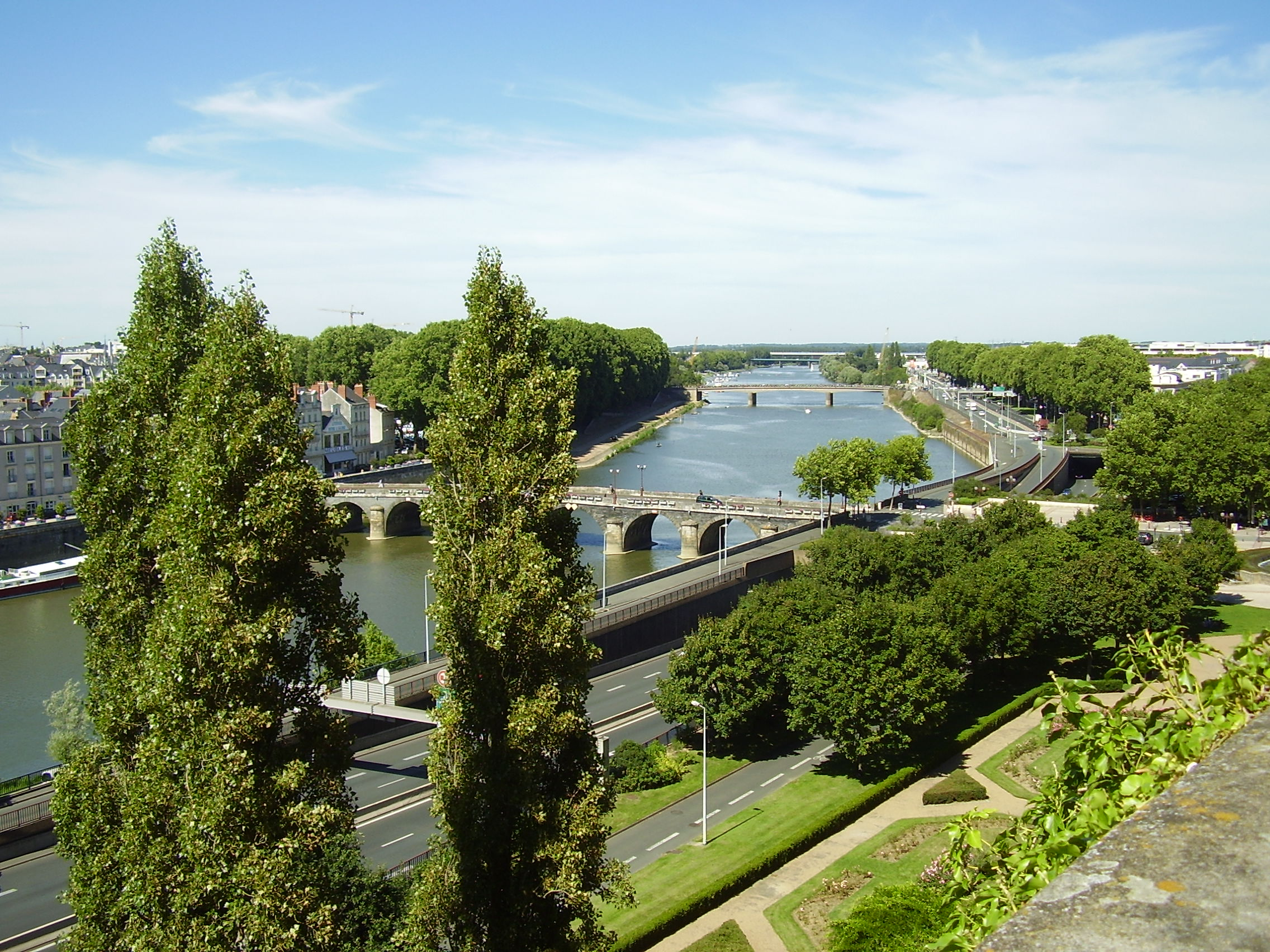
Pont de la haute-Chaîne en arrière-plan, celui de Verdun au premier plan.

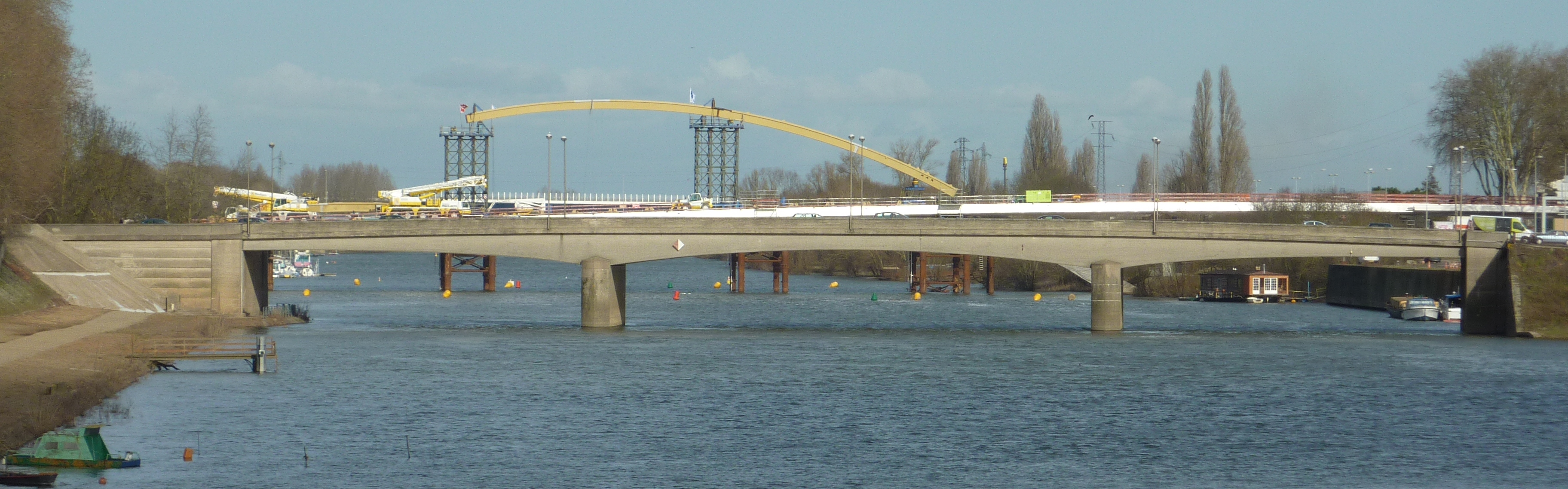
Vue du Pont de la Haute-Chaîne ; en arrière-plan, le Pont Confluences en construction.

## Sources
1. ↑  Angers.fr
2. ↑  Art-et-Histoire.com
3. ↑  « angers.fr/no_cache/decouvrir-a… »(Archive.org • Wikiwix • Archive.is • Google • Que faire ?).
4. ↑  Célestin Port, Dictionnaire historique, géographique et biographique de Maine-et-Loire et de l'ancienne province d'Anjou, Angers, H. Siraudeau et Cie, 1965, 2e éd. (BNF 33141105, lire en ligne), p. 155 & 156.